# Tusomańce
Tusomańce (biał. Тусуманцы; ros. Тусуманцы) – wieś na Białorusi, w obwodzie grodzieńskim, w rejonie werenowskim, w sielsowiecie Bieniakonie. W źródłach spotykana jest także nazwa Tusumańce.
W XIX w. wieś Tusumańce należała do powiatu lidzkiego, a folwark i wieś Tusumańce do powiatu oszmiańskiego.
W dwudziestoleciu międzywojennym wieś i folwark leżały w Polsce, w województwie nowogródzkim, w powiecie lidzkim, do 11 kwietnia 1929 w gminie Siedliszcze, następnie w gminie Werenów.